# Peromyscus mexicanus
Peromyscus mexicanus é uma espécie de roedor da família Cricetidae.
Pode ser encontrada nos seguintes países: Belize, Costa Rica, Guatemala, Honduras, México, Nicarágua e Panamá.